# Eugen Polanski
Eugen Polanski (niemiecka wymowa: [ˈɔʏ̯.gən pʰoˈlanskɪ]; ur. 17 marca 1986 w Sosnowcu jako Bogusław Eugeniusz Polański) – niemiecko-polski piłkarz, reprezentant Polski, trener.

## Kariera klubowa
Karierę piłkarską rozpoczął w małym amatorskim klubie Concordia Viersen. W 1994 podjął treningi w Borussii Mönchengladbach. Dziesięć lat później został włączony do kadry pierwszej drużyny przez holenderskiego trenera Dicka Advocaata. 12 lutego 2005 zadebiutował w Bundeslidze w przegranym 0:2 wyjazdowym spotkaniu z Werderem Brema. W 81. minucie meczu zmienił Peera Kluge. Był to jego jedyny mecz w sezonie 2004/2005. W kolejnym sezonie 2005/2006 wystąpił w 21 spotkaniach. 19 listopada 2005 zdobył pierwszego gola w dorosłym futbolu i tym samym w Bundeslidze, a zarazem jedynego w barwach Borussii (bramka dała remis 1:1 z Bayerem 04 Leverkusen). W 2006 zajął wraz z klubem 10. miejsce w lidze, a w sezonie 2006/2007 zaliczył degradację do 2. Bundesligi. W drugiej lidze sezonu 2007/2008 rozegrał dziewięć meczów, zaś latem 2008 odszedł z zespołu.
Nowym klubem Polanskiego zostało hiszpańskie Getafe CF, do którego ściągnął go nowy trener zespołu, Víctor Muñoz. Do klubu przybył na zasadzie wolnego transferu. W rozgrywkach Primera División zadebiutował 28 września 2008 w wygranym 1:0 wyjazdowym spotkaniu z Athletikiem Bilbao.
Latem 2009 Polanski został wypożyczony do beniaminka Bundesligi, 1. FSV Mainz 05. Po upływie okresu wypożyczenia zawodnik podpisał umowę z klubem ważną do 2014.
25 stycznia 2013 podpisał dwuletni kontrakt z TSG 1899 Hoffenheim. W maju 2016 podpisał nowy kontrakt z klubem, ważny do 30 czerwca 2018. Po sezonie 2017/2018 odszedł z Hoffenheim. 6 stycznia 2019 magazyn Kicker poinformował, że Polanski postanowił zakończyć karierę zawodniczą i skupić się na pracy szkoleniowca, którą rozpoczął jako asystent trenera w FC St. Gallen w Szwajcarii.

### Statystyki
| Sezon       | Klub                     | Kraj      | Rozgrywki        | Mecze | Bramki |
| ----------- | ------------------------ | --------- | ---------------- | ----- | ------ |
| 2004/05     | Borussia Mönchengladbach | Niemcy    | Bundesliga       | 1     | 0      |
| 2005/06     | Borussia Mönchengladbach | Niemcy    | Bundesliga       | 21    | 1      |
| 2006/07     | Borussia Mönchengladbach | Niemcy    | Bundesliga       | 22    | 0      |
| 2007/08     | Borussia Mönchengladbach | Niemcy    | 2. Bundesliga    | 9     | 0      |
| 2008/09     | Getafe CF                | Hiszpania | Primera División | 26    | 0      |
| 2009/10     | 1. FSV Mainz 05 (wyp.)   | Niemcy    | Bundesliga       | 21    | 1      |
| 2010/11     | 1. FSV Mainz 05          | Niemcy    | Bundesliga       | 28    | 0      |
| 2011/12     | 1. FSV Mainz 05          | Niemcy    | Bundesliga       | 26    | 3      |
| 2012/13 (j) | 1. FSV Mainz 05          | Niemcy    | Bundesliga       | 12    | 0      |
| 2012/13 (w) | TSG 1899 Hoffenheim      | Niemcy    | Bundesliga       | 11    | 0      |
| 2013/14     | TSG 1899 Hoffenheim      | Niemcy    | Bundesliga       | 32    | 3      |
| 2014/15     | TSG 1899 Hoffenheim      | Niemcy    | Bundesliga       | 30    | 5      |
| 2015/16     | TSG 1899 Hoffenheim      | Niemcy    | Bundesliga       | 27    | 1      |
| 2016/17     | TSG 1899 Hoffenheim      | Niemcy    | Bundesliga       | 14    | 0      |
| 2017/18     | TSG 1899 Hoffenheim      | Niemcy    | Bundesliga       | 9     | 0      |

## Kariera reprezentacyjna
Od 2001 Polanski był juniorskim reprezentantem Niemiec w kolejnych kategoriach wiekowych. W latach 2005–2008 występował w reprezentacji Niemiec U-21, której był kapitanem. W 2009 stwierdził: Mój cel jest jasny. Chciałbym kiedyś zagrać w reprezentacji Niemiec. Uzasadnił to słowami: Wprawdzie urodziłem się w Polsce, lecz żyję od 3. roku życia w Niemczech, tam dorosłem, mam przyjaciół i nauczyłem się grać w piłkę. Myślę, że trzeba być wdzięcznym krajowi i być zaszczyconym, by móc wyraźnie powiedzieć, że gra się dla Niemiec – nieważne jakie ma się szanse (mając na myśli także możliwość gry w polskich barwach). W kwietniu 2010 zawodnik potwierdził wcześniejsze stanowisko: W tym momencie nie wyobrażam sobie gry w reprezentacji Polski i odrzucił wówczas ofertę gry w polskiej reprezentacji. W wywiadzie przyznał, że jest zaszczycony, iż reprezentacja Polski interesuje się nim i jest za to wdzięczny, lecz nie byłoby mu łatwo powiedzieć „teraz jestem reprezentantem”, mimo przekonania, że grałby w barwach Polski i miałby pewny udział w nadchodzących mistrzostwach Euro 2012.
Po przekroczeniu wieku juniorskiego nie został powołany do kadry seniorskiej Niemiec i nie rozegrał w niej spotkania, w związku z czym zgodnie z przepisami niewykluczone były jego występy w innych reprezentacjach. Pomimo wypowiedzi Polanskiego z ubiegłych lat, na wiosnę 2011 nastąpiła zmiana jego stanowiska. Wówczas piłkarz zadeklarował chęć występów w biało-czerwonych barwach. 4 lipca 2011 ostatecznie zdecydował się występować w reprezentacji Polski. W wywiadzie udzielonym Przeglądowi Sportowemu powiedział, że jest to jego „ostateczna decyzja” i zaoferował: Jeśli jestem w formie i mogę pomóc reprezentacji Polski, wówczas proszę brać mnie pod uwagę. 26 lipca 2011 selekcjoner kadry Polski Franciszek Smuda powołał go na towarzyski mecz z Gruzją, który odbył się 10 sierpnia w Lubinie, a Polanski zadebiutował w nim jako reprezentant Polski. Orędownikiem gry Polanskiego w reprezentacji Polski był sam Smuda, wsparcia udzielił mu także prezes PZPN, Grzegorz Lato. Sprzeciw wobec powołania Polanskiego do kadry Polski wyrazili m.in. byli reprezentanci: Radosław Gilewicz, Tomasz Hajto, Jan Tomaszewski. Zarzucali mu koniunkturalizm polegający na tym, iż zdecydował się na występy dla Polski w momencie, gdy nie miał już realnej możliwości gry w reprezentacji Niemiec.
W maju 2012 został powołany przez Franciszka Smudę do kadry reprezentacji Polski na turniej Euro 2012 (do tego czasu zaliczył osiem meczów w biało-czerwonych barwach). W trakcie turnieju wystąpił we wszystkich trzech spotkaniach grupowych: 8 czerwca w inaugurującym turniej z Grecją, zakończonym remisem 1:1, 12 czerwca przeciwko Rosji (1:1, trafił w nim do siatki, lecz gol nie został uznany z uwagi na pozycję spaloną) oraz 16 czerwca w przegranym 0:1 z Czechami. Za drugi mecz portale internetowe wystawiły mu najwyższą ocenę spośród reprezentantów Polski (sam zawodnik odniósł w tym meczu uraz kolana i opuścił boisko w 85. minucie gry). W spotkaniu z Czechami został zmieniony w 56. minucie przez Kamila Grosickiego. W drugim i trzecim meczu został ukarany przez sędziów żółtą kartką. W trakcie turnieju Polanski przyznał, że zrobił dobrze decydując się na występy w reprezentacji Polski.
23 maja 2014 ogłosił rezygnację z gry w reprezentacji.
| Mecze i gole w reprezentacji | Mecze i gole w reprezentacji | Mecze i gole w reprezentacji | Mecze i gole w reprezentacji | Mecze i gole w reprezentacji | Mecze i gole w reprezentacji | Mecze i gole w reprezentacji |
| #                            | Data                         | Miasto                       | Przeciwnik                   | Gol                          | Wynik                        | Rozgrywki                    |
| ---------------------------- | ---------------------------- | ---------------------------- | ---------------------------- | ---------------------------- | ---------------------------- | ---------------------------- |
| 1.                           | 10.08.2011                   | Lubin, Polska                | Gruzja                       |                              | 1:0                          | towarzyski                   |
| 2.                           | 07.10.2011                   | Seul, Korea Południowa       | Korea Południowa             |                              | 2:2                          | towarzyski                   |
| 3.                           | 11.10.2011                   | Wiesbaden, Niemcy            | Białoruś                     |                              | 2:0                          | towarzyski                   |
| 4.                           | 11.11.2011                   | Wrocław, Polska              | Włochy                       |                              | 0:2                          | towarzyski                   |
| 5.                           | 29.02.2012                   | Warszawa, Polska             | Portugalia                   |                              | 0:0                          | towarzyski                   |
| 6.                           | 22.05.2012                   | Klagenfurt, Austria          | Łotwa                        |                              | 1:0                          | towarzyski                   |
| 7.                           | 26.05.2012                   | Klagenfurt, Austria          | Słowacja                     |                              | 1:0                          | towarzyski                   |
| 8.                           | 02.06.2012                   | Warszawa, Polska             | Andora                       |                              | 4:0                          | towarzyski                   |
| 9.                           | 08.06.2012                   | Warszawa, Polska             | Grecja                       |                              | 1:1                          | ME 2012                      |
| 10.                          | 12.06.2012                   | Warszawa, Polska             | Rosja                        |                              | 1:1                          | ME 2012                      |
| 11.                          | 16.06.2012                   | Wrocław, Polska              | Czechy                       |                              | 0:1                          | ME 2012                      |
| 12.                          | 15.08.2012                   | Tallinn, Estonia             | Estonia                      |                              | 0:1                          | towarzyski                   |
| 13.                          | 07.09.2012                   | Podgorica, Czarnogóra        | Czarnogóra                   |                              | 2:2                          | el. MŚ 2014                  |
| 14.                          | 11.09.2012                   | Wrocław, Polska              | Mołdawia                     |                              | 2:0                          | el. MŚ 2014                  |
| 15.                          | 17.10.2012                   | Warszawa, Polska             | Anglia                       |                              | 1:1                          | el. MŚ 2014                  |
| 16.                          | 16.11.2012                   | Gdańsk, Polska               | Urugwaj                      |                              | 1:3                          | towarzyski                   |
| 17.                          | 26.03.2013                   | Warszawa, Polska             | San Marino                   |                              | 5:0                          | el. MŚ 2014                  |
| 18.                          | 07.06.2013                   | Kiszyniów, Mołdawia          | Mołdawia                     |                              | 1:1                          | el. MŚ 2014                  |
| 19.                          | 05.03.2014                   | Warszawa, Polska             | Szkocja                      |                              | 0:1                          | towarzyski                   |

## Życie prywatne
Eugen Polanski urodził się w Sosnowcu jako Bogusław Eugeniusz Polański. Jego ojciec był również piłkarzem występującym na poziomie polskiej III ligi. W wieku trzech lat wyemigrował wraz z rodzicami i siostrą do Niemiec. Rodzina zamieszkała w miejscowości Viersen w pobliżu granicy z Holandią. Podczas wyrabiania nowych dokumentów w Niemczech, tamtejsi urzędnicy uznali, że nie ma niemieckiego odpowiednika imienia Bogusław, więc do nowych dokumentów wpisano Eugen jako odpowiednik jego drugiego imienia. Polanski ukończył niemieckie gimnazjum im. Erazma z Rotterdamu w Viersen, a następnie wyższą szkołę zawodową ekonomii i administracji (Höhere Berufsfachschule des Berufskollegs für Wirtschaft und Verwaltung) w Mönchengladbach. W 2011 stwierdził, iż „chyba bardziej czuje się Niemcem niż Polakiem”. Posiada obywatelstwo polskie i niemieckie. W lipcu 2011 otrzymał polski paszport. W trakcie Euro 2012 przyznał, że z uwagi na częstsze przebywanie w Polsce, coraz lepiej poznaje kraj, bardziej go rozumie i poprawniej mówi po polsku. Zapewnił, że zawsze był Polakiem, chociaż wychował się w Niemczech.
Ma żonę Karolinę oraz dwóch synów: Tima (ur. 2003) i Lucę (ur. 4 listopada 2008). Od 2009 roku mieszka w Bingen am Rhein. Porozumiewa się w języku niemieckim, polskim oraz hiszpańskim.